# Equilibrio puntuado

En biología evolutiva, la teoría del equilibrio puntuado, también denominado equilibrio interrumpido, es una teoría que propone que una vez que una especie aparece en el registro fósil, la población se estabiliza, mostrando pocos cambios evolutivos durante la mayor parte de su historia geológica. Este estado de cambio morfológico mínimo o nulo se llama estasis. Según la teoría, los cambios evolutivos significativos son eventos raros y geológicamente rápidos de especiación ramificada llamados cladogénesis. La cladogénesis es el proceso por el cual una especie se divide en dos especies distintas, en lugar de transformarse gradualmente en otra.
El equilibrio puntuado se contrasta comúnmente con el gradualismo filético, la idea de que la evolución ocurre generalmente de manera uniforme y por la transformación constante y gradual de linajes completos (llamada anagénesis). Desde este punto de vista, la evolución se considera generalmente gradual y continua.
En 1972, los paleontólogos Niles Eldredge y Stephen Jay Gould desarrollaron esta teoría en un histórico artículo titulado «Punctuated equilibria: an alternative to phyletic gradualism» («Equilibrios puntuados: una alternativa al gradualismo filético»). El artículo se basó en el modelo de especiación geográfica de Ernst Mayr, las teorías de la homeostasis genética y del desarrollo de Michael Lerner, y su propia investigación empírica. Eldredge y Gould propusieron que el grado de gradualismo comúnmente atribuido a Charles Darwin es prácticamente inexistente en el registro fósil, y que la estasis domina la historia de la mayoría de las especies fósiles. La hipótesis del pulso de cambio de Elisabeth Vrba apoya la teoría de Eldredge y Gould.

## Historia
El equilibrio puntuado se originó como una consecuencia lógica del concepto de Ernst Mayr de las revoluciones genéticas por la especiación alopátrica y especialmente peripatrica aplicada al registro fósil. Aunque Mayr propuso e identificó la aparición repentina de especies y su relación con la especiación en 1954, historiadores de la ciencia generalmente reconocen el artículo de 1972 de Eldredge y Gould como la base del nuevo programa de investigación paleobiológica . El equilibrio puntuado difiere de las ideas de Mayr principalmente en que Eldredge y Gould pusieron un énfasis considerablemente mayor en la estasis, mientras que Mayr se preocupó por explicar la discontinuidad morfológica (o "saltos repentinos") encontrada en el registro fósil. Mayr más tarde felicitó el artículo de Eldredge y Gould, afirmando que la estasis evolutiva había sido "inesperada para la mayoría de los biólogos evolutivos" y que el equilibrio puntuado "tuvo un gran impacto en la paleontología y la biología evolutiva".